# Elmore Leonard
Elmore John Leonard Jr. (New Orleans, Louisiana, 11. listopada 1925. – Bloomfield Hills, Michigan, 20. kolovoza 2013.) bio je američki romanopisac i filmski scenarist.
Njegovi prvi romani na tržištu su se pojavili tijekom pedesetih, a većinom se radilo o westernima. Kasnije je počeo pisati romane više tematskih sadržaja, misterioznog i kriminalističkog žanra, kao i filmske scenarije.
Prema njegovim su romanima snimljeni brojni filmovi od kojih je vjerojatno najpoznatiji Uhvatite maloga snimljen 1995. prema romanu kojeg je napisao pet godina ranije, a 1999. je napisao njegov nastavak pod naslovom Sve je cool prema kojem je 2003. počela produkcija istoimenog filma, u hrvatskim kinima premijerno prikazanog 10. ožujka 2005.

## Vanjske poveznice
- Službene stranice
- Elmore Leonard u internetskoj bazi filmova IMDb-u (engl.)